# Universal CityWalk
Universal CityWalk est le nom donné aux zones commerciales et de distractions proches des parcs à thèmes Universal Destinations & Experiences. À l'origine, il s'agit  d'une expansion du tout premier parc Universal, Universal Studios Hollywood. Le CityWalk sert à relier la grande place d'entrée jusqu'aux parkings. En plus de la version Hollywoodienne, on trouve aujourd'hui deux autres CityWalk à Universal Orlando Resort et Universal Studios Japan à Osaka.

## Universal CityWalk Hollywood

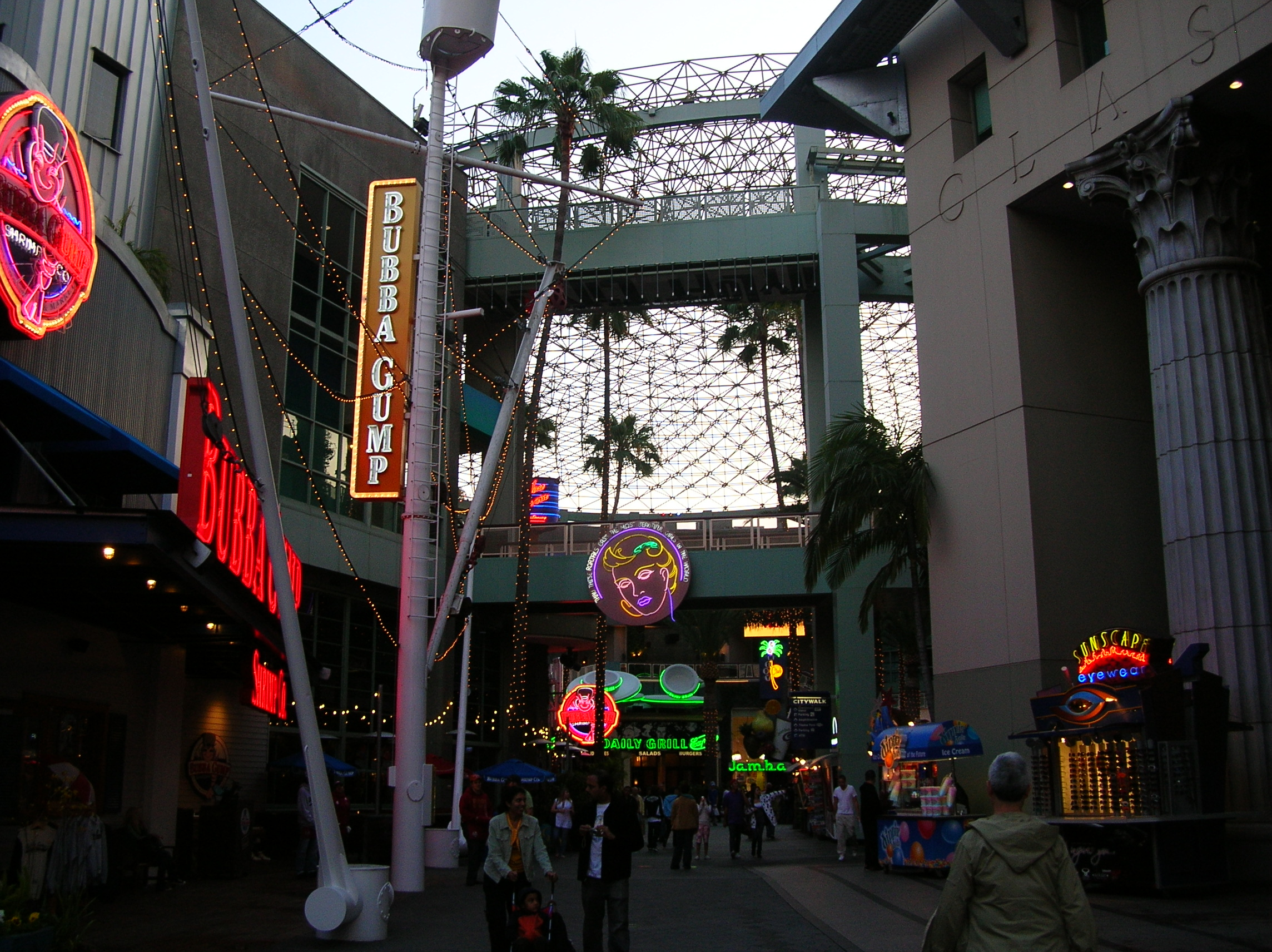
Accès à la verrière sur CityWalk Hollywood.

L'Universal CityWalk Hollywood ouvre en mai 1993, aux côtés du Cineplex Odeon jusqu'alors isolé. On doit le design de la zone principalement à Jon Jerde. Le site connaîtra une expansion en 2000. 
La place centrale de CityWalk est surmontée d'une grande verrière et possède une fontaine créée par WET Design. 

### Restaurants
- Buca di Beppo
- Bubba Gump Shrimp Co.
- Café Tu Tu Tango
- Camacho's Cantina
- Hard Rock Cafe Hollywood
- Karl Strauss Beer Garden & Restaurant
- Saddle Ranch Chop House
- Tony Roma's
- Wasabi at CityWalk
- Wolfgang Puck Cafe
- Ben & Jerry's
- Cinnabon
- The Coffee Bean & Tea Leaf
- The Crepe Café
- Dodger Dogs
- Jamba Juice
- Jody Maroni Sausage Kingdom
- KFC Express
- Panda Express
- Pizza Hut Express
- Puccino Pizzeria
- Rubio's Fresh Mexican Grill
- Starbucks
- Subway
- Tommy's World Famous Hamburgers
- Versailles (en) (fermé)
- Wetzel's Pretzels

### Shopping
- Abercrombie & Fitch
- Adobe Road
- Billabong
- Chocolaté Loco
- Dodgers Clubhouse Store
- EB Games/GameStop
- Element Skateboards
- Fossil, Inc.
- GUESS? Accessories
- The Hard Rock Café Retail Store
- Hollywood Harley Davidson
- Hot Topic

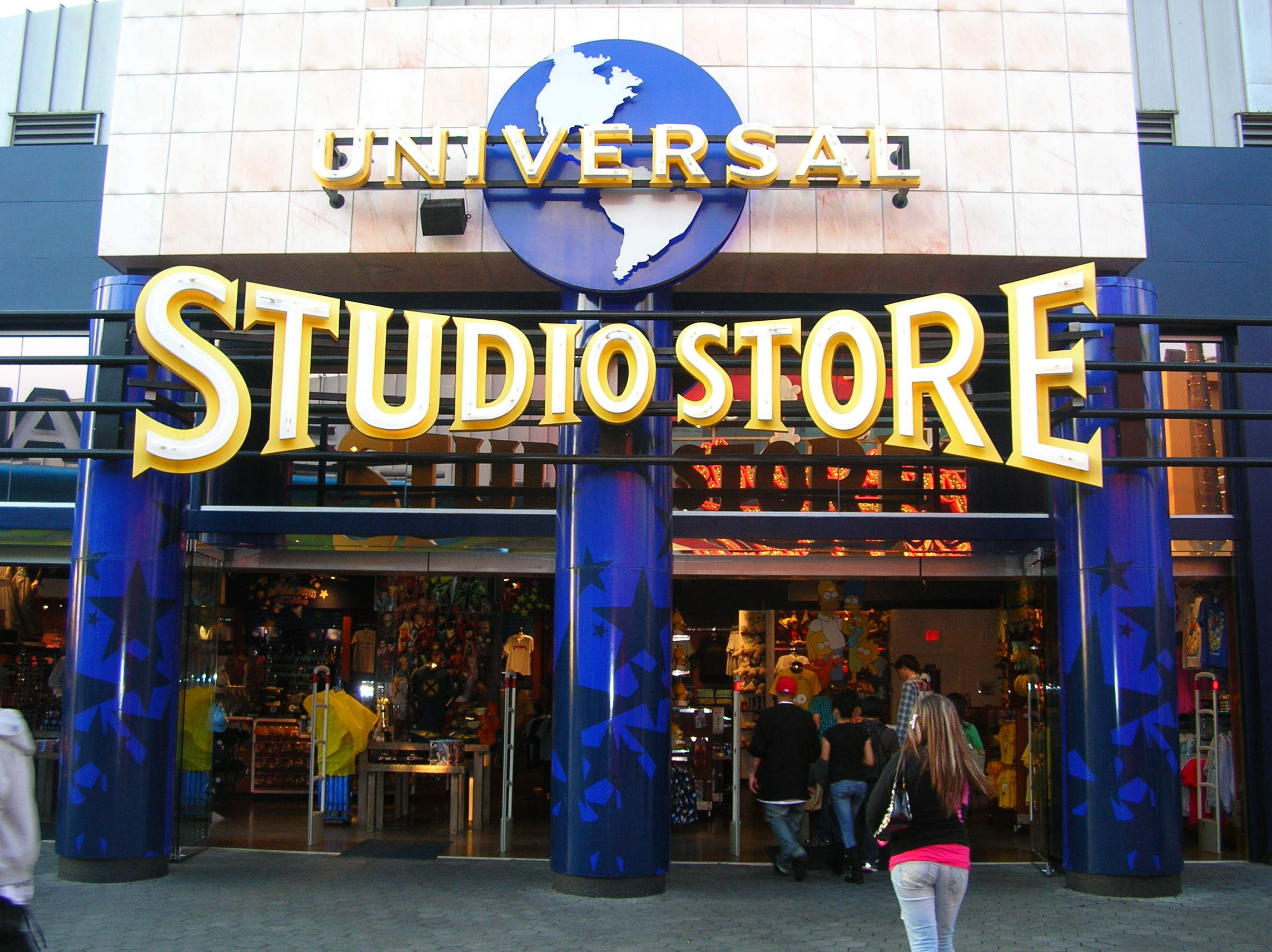
Universal Studios Store.

- Kelly Slater's Quiksilver Boardrider’s Club
- Los Angeles Sock Market
- LUSH
- Magnet Max
- Martin Lawrence Galleries
- Popcornopolis
- The Raider Image
- Salvatory Shoes
- Shemoni Sterling Silver Jewelry
- Skechers
- Sparky's
- Stop & Play
- SCENE
- Team LA
- Things From Another World
- Universal Studios Store
- Upstart Crow
- The Wound & Wound Toy Co.
- Zen Zone

### Loisirs
- CityWalk Cinemas
- CityWalk IMAX Theatre
- Gibson Amphitheatre
- Hard Rock Cafe Hollywood
- Howl at the Moon
- iFly Hollywood
- The Jon Lovitz Comedy Club
- Jillian's Hi Life Lane's
- Rumba Room

## Universal CityWalk Orlando
L'Universal Citywalk d'Orlando ouvrit en 1999, faisant partie de la grande expansion qui transforma Universal Studios Florida en l'actuel Universal Orlando Resort. Il fut construit sur les anciens parkings et fait maintenant la liaison entre les nouveaux parkings et l'entrée des parcs Universal Studios Florida et Universal's Islands of Adventure.

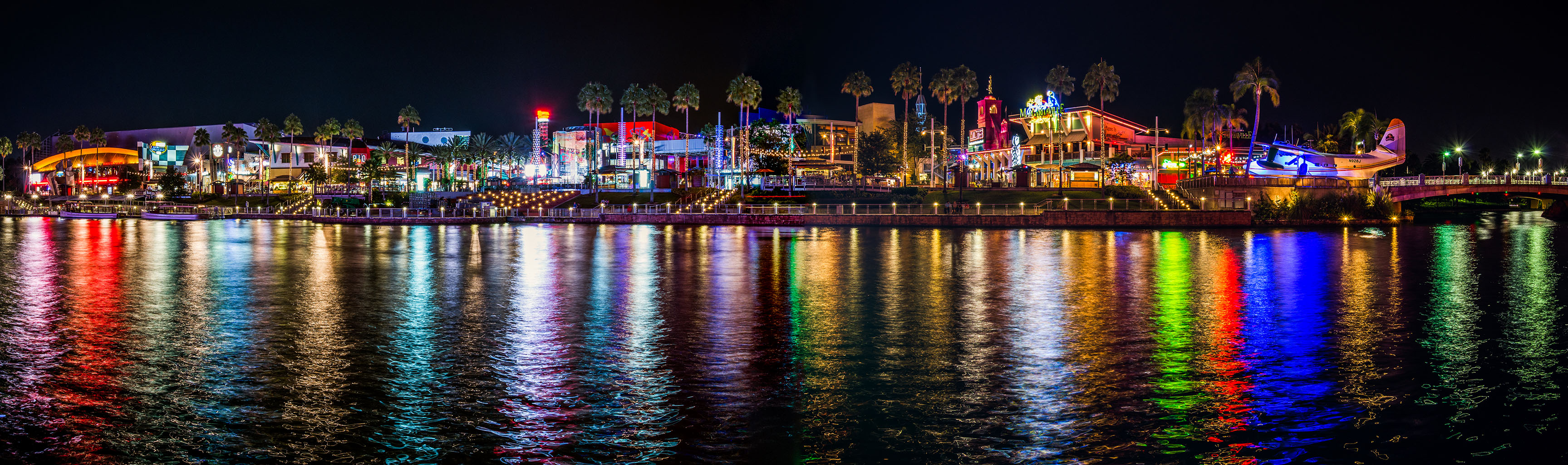
Panorama Est de l'Universal CityWalk d'Orlando

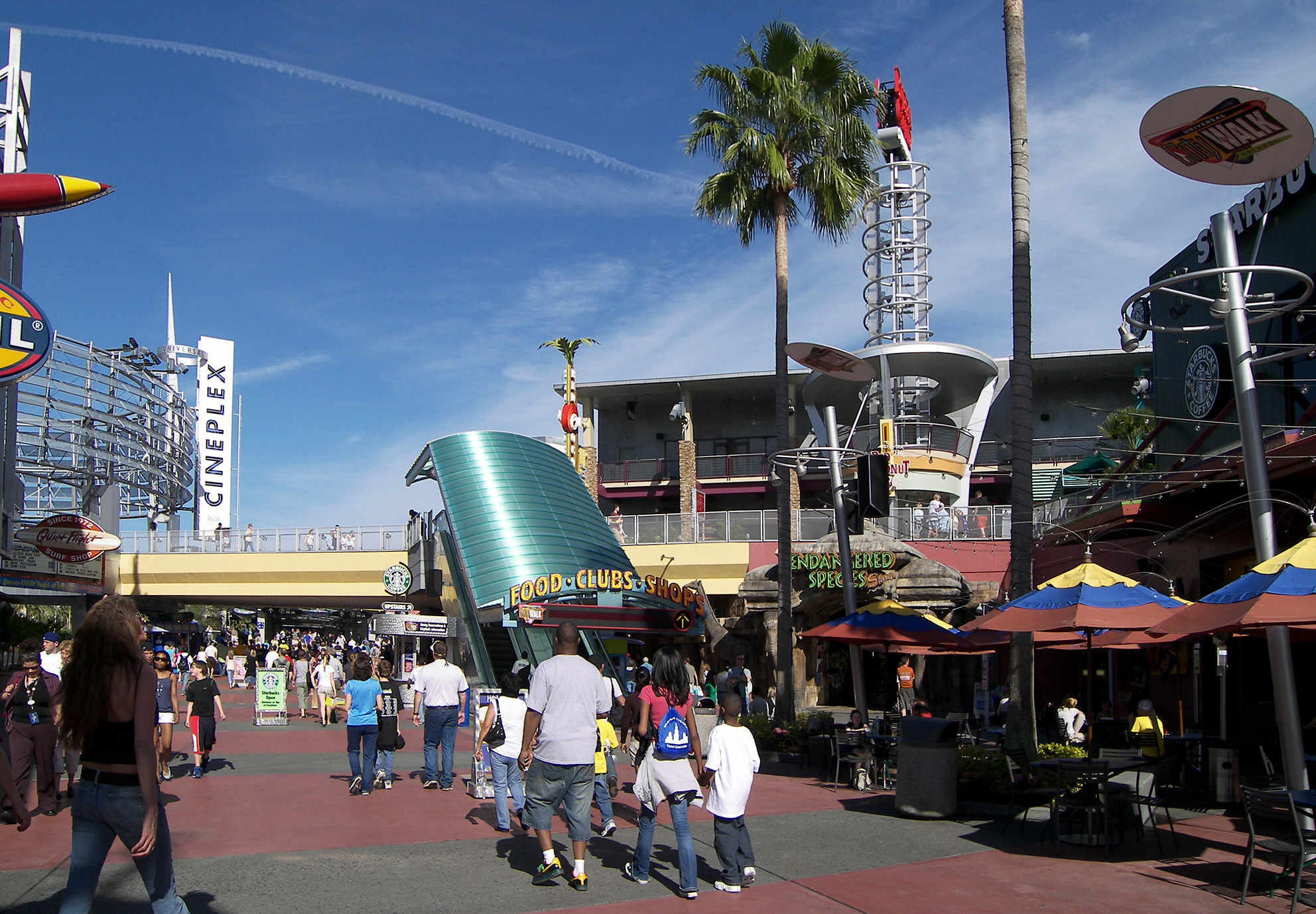
Entrée du CityWalk Orlando.

### Restaurants

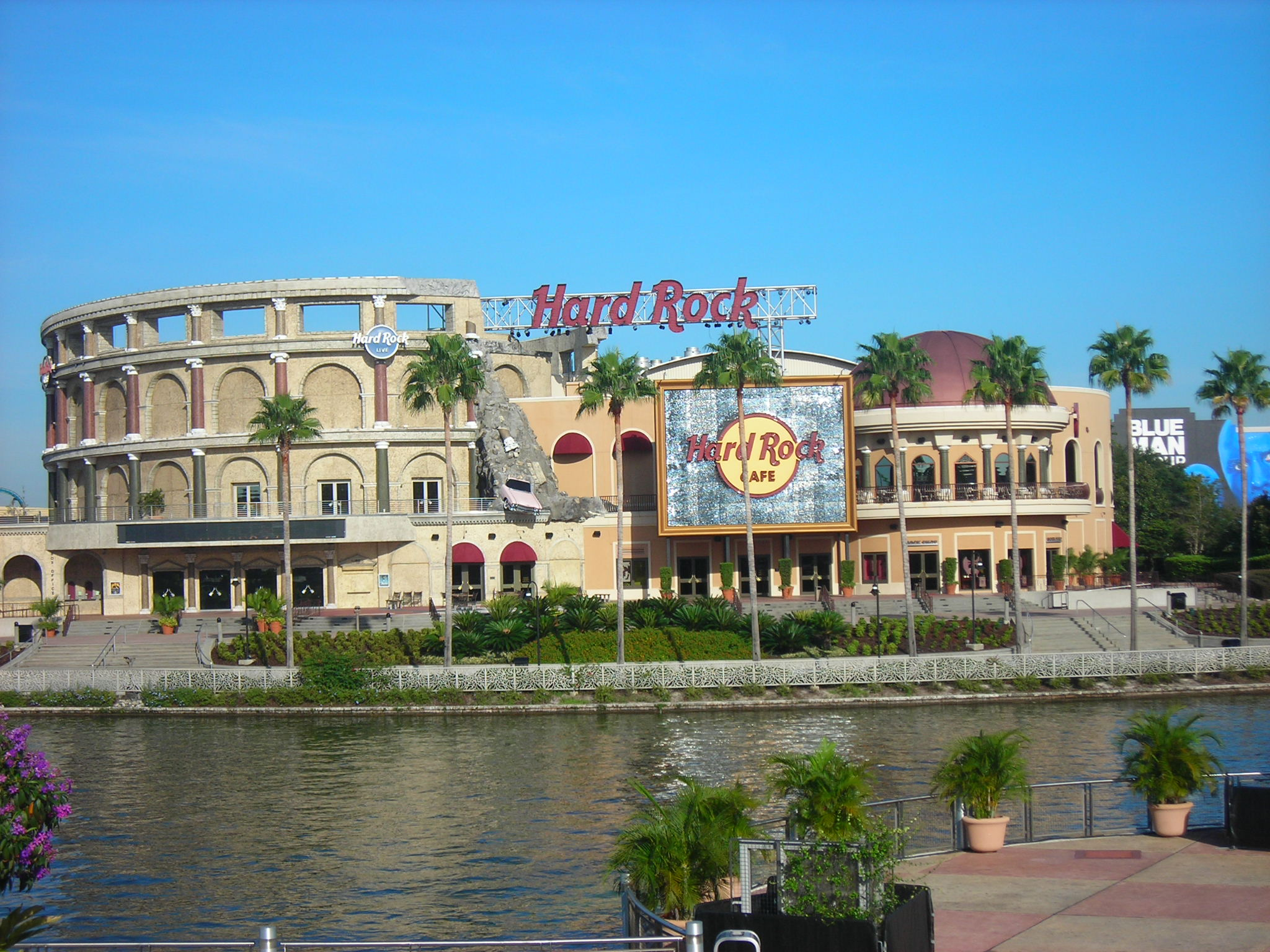
Hard Rock Cafe à Universal Studios Florida.

- Hard Rock Cafe Orlando - C'est le plus grand Hard Rock Cafe du monde.
- Jimmy Buffett's Margaritaville
- Emeril's Restaurant Orlando
- NBA City
- Latin Quarter
- Pastamoré Ristoranté & Market
- Starbucks
- Bubba Gump Shrimp Co., inspiré par le film de 1994 Forrest Gump
- TCBY
- Cinnabon
- NASCAR Sports Grille
- Pat O'Brien's Bar
- BK Whopper Bar - Burger King
- Panda Express
- Moe's Southwest Grill

### Loisirs
- AMC Theatres Universal Cineplex 20 et IMAX.
- Bob Marley - A Tribute to Freedom
- CityWalk's Rising Star - ouvert en avril 2008, remplaçant le CityJazz.
- The Groove - Boîte de nuit
- Hard Rock Live
- Red Coconut Club (connu sous le nom Motown Cafe en 1999, et Decades Cafe en 2005)
- Blue Man Group Sharp Aquos Theatre, un spectacle live présentant le Blue Man Group (connu d'abord sous le nom Nickelodeon Studios, mais qui ne faisait alors pas partie de CityWalk).
- TNA Wrestling, un spectacle live de catch par des membres de la TNA.
- Jimmy Buffett's Margaritaville, des groupes s'y produisent tous les soirs.

### Shopping
- Tommy Bahama
- BMG Gear
- Cigarz at CityWalk
- The Endangered Species Store
- Fossil, Inc.
- Fresh Produce
- Katie's Candy Co.
- Quiet Flight Surf Shop
- Universal Studios Store
- Hart & Huntington Tattoo Company
- Element Skateboards

## Universal CityWalk Osaka

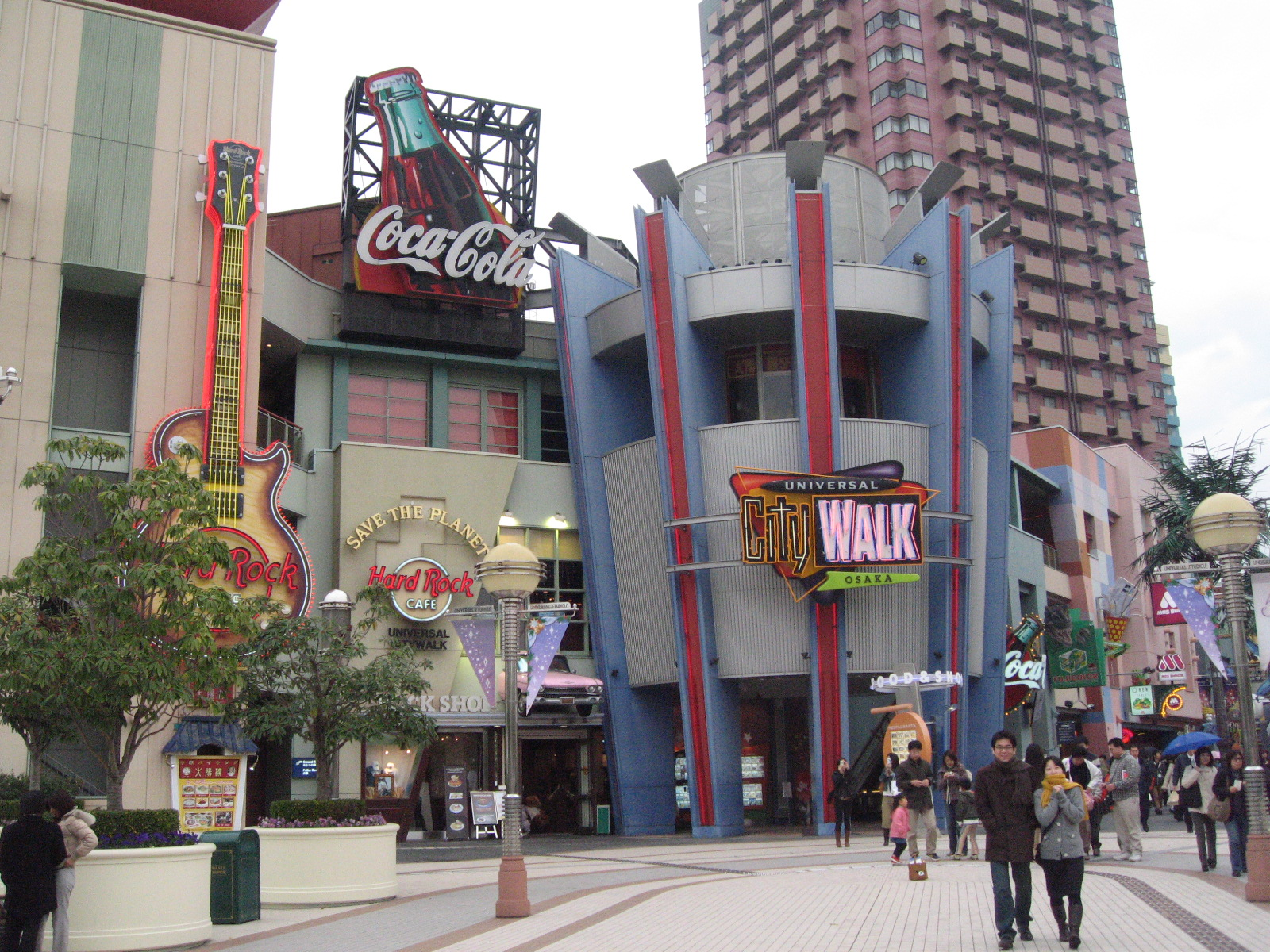
Hard Rock Cafe de CityWalk Osaka.

Ouvert en janvier 1997